# Тадебяяха
Тадебяяха  (также Тадибе-Яха, Тадибеяха) — река в России, протекает по Ямало-Ненецкому АО. Длина реки составляет 102 км. Площадь водосборного бассейна — 813 км². 
Исток реки находится в западной части Гыданского полуострова на высоте более 14 м над уровнем моря. Преимущественно течёт на северо-запад. В среднем и нижнем течении берега обрывистые. Активно меандрирует. В долине реки множество некрупных озёр. Впадает с востока в Обскую губу в 46 км к север-северо-востоку от устья реки Нгапкайяха. Берега в нижнем течении заболочены. Перед устьем ширина реки достигает 105 м, а глубина — 1,5 м. Скорость течения в низовьях — 0,2 м/с.

## Основные притоки
Указаны поименованные притоки длиной 20 км и более .
| Название     | Расстояние от устья | Длина | Положение |
| ------------ | ------------------- | ----- | --------- |
| Ванъяха      | 30                  | 28    | левый     |
| Пэйптаяха    | 38                  | 49    | левый     |
| Ярокалычияха | 67                  | 22    | левый     |

## Данные водного реестра
По данным государственного водного реестра России относится к Нижнеобскому бассейновому округу, водохозяйственный участок — реки бассейна Карского моря от северо-восточной границы бассейна реки Таз до границы бассейна Енисейского залива, речной подбассейн реки — подбассейн отсутствует. Речной бассейн реки — Таз.
Код объекта в государственном водном реестре — 15050000212115300075749.